# Богоматерь Эль-Сисне
Лебединая Богоматерь, или Богоматерь Эль-Сисне (исп. Nuestra Señora de El Cisne) — почитаемое чудотворным изображение Богородицы в городе Эль-Сисне, покровительница этого города и  Лохской епархии католической церкви в Эквадоре. Образ находится в алтаре базилики Богоматери Эль-Сисне.
Братство в честь образа насчитывает около 5 миллионов членов по всей стране, которые, по инициативе Симона Боливара, ежегодно 15 августа совершают паломничество к месту явления Лебединой Богоматери в 1594 году. В память об этом событии совершается крестный ход из Чаялама в провинции Лоха в город Кито. Древнейший образ Богоматери Эль-Сисне был вырезан из дерева скульптором Диего де Роблесом. Этот образ Пресвятой Девы Марии является самым почитаемым в Эквадоре.
Название образа происходит от названия места явления Богоматери. Вместе с монахами-францисканцами, в этот регион прибыли рыцари ордена Лебедя под руководством Алонсо де Меркадильо, основавшего город Лоха. Название Эль-Сисне — Лебедь региону дал Лопес де Солис, епископ Кито, который также был членом этого ордена. Сам орден Лебедя был основан в 1440 году правителем Пруссии Фридрихом Великим.